# العلاقات البوسنية الماليزية
العلاقات البوسنية الماليزية هي العلاقات الثنائية التي تجمع بين البوسنة والهرسك وماليزيا.

## مقارنة بين البلدين
هذه مقارنة عامة ومرجعية للدولتين:
| وجه المقارنة                                              | البوسنة والهرسك                                             | ماليزيا       |
| --------------------------------------------------------- | ----------------------------------------------------------- | ------------- |
| المساحة (كم2)                                             | 51.20 ألف                                                   | 330.29 ألف    |
| عدد السكان (نسمة)                                         | 3.51 مليون                                                  | 31.62 مليون   |
| الكثافة السكانية (ن./كم²)                                 | 68.55                                                       | 95.73         |
| العاصمة                                                   | سراييفو                                                     | كوالالمبور    |
| اللغة الرسمية                                             | اللغة البوسنوية، اللغة الكرواتية، اللغة الصربية             | لغة ماليزية   |
| العملة                                                    | مارك بوسني                                                  | رينغيت ماليزي |
| الناتج المحلي الإجمالي (بليون دولار)                      | 18.17 مليار                                                 | 314.50 مليار  |
| الناتج المحلي الإجمالي (تعادل القوة الشرائية) بليون دولار | 41.35 مليار                                                 | 817.43 مليار  |
| الناتج المحلي الإجمالي الاسمي للفرد دولار أمريكي          | 4.25 ألف                                                    | 9.77 ألف      |
| الناتج المحلي الإجمالي للفرد دولار أمريكي                 | 10.43 ألف                                                   | 25.64 ألف     |
| مؤشر التنمية البشرية                                      | 0.733                                                       | 0.779         |
| رمز المكالمات الدولي                                      | +387                                                        | +60           |
| رمز الإنترنت                                              | .ba                                                         | .my           |
| المنطقة الزمنية                                           | توقيت وسط أوروبا، ت ع م+01:00، ت ع م+02:00، أوروبا/سراييفو ‏ | ت ع م+08:00   |

## منظمات دولية مشتركة
يشترك البلدان في عضوية مجموعة من المنظمات الدولية، منها:
| علم المنظمة | اسم المنظمة                               | تاريخ انضمام البوسنة والهرسك | تاريخ انضمام ماليزيا |
| ----------- | ----------------------------------------- | ---------------------------- | -------------------- |
|             | مؤسسة التنمية الدولية                     | 25 فبراير 1993               | 24 سبتمبر 1960       |
|             | يونسكو                                    | 2 يونيو 1993                 | 16 يونيو 1958        |
|             | وكالة ضمان الاستثمار متعدد الأطراف        | 19 مارس 1993                 | 6 ديسمبر 1991        |
|             | الأمم المتحدة                             | 22 مايو 1992                 | 17 سبتمبر 1957       |
|             | الاتحاد البريدي العالمي                   | ?                            | ?                    |
|             | البنك الدولي للإنشاء والتعمير             | 25 فبراير 1993               | 7 مارس 1958          |
|             | الاتحاد الدولي للاتصالات                  | 20 أكتوبر 1992               | 3 فبراير 1958        |
|             | منظمة حظر الأسلحة الكيميائية              | ?                            | ?                    |
|             | مؤسسة التمويل الدولية                     | 25 فبراير 1993               | 20 مارس 1958         |
|             | المركز الدولي لتسوية المنازعات الاستشارية | 13 يونيو 1997                | 14 أكتوبر 1966       |
|             | منظمة الشرطة الجنائية الدولية             | ?                            | ?                    |

## أعلام
هذه قائمة لبعض الشخصيات التي تربطها علاقات بالبلدين:
- مصطفى موزينوفتش (سياسي بوسني، 27 ديسمبر 1954 – )

## وصلات خارجية
- موقع وزارة الخارجية البوسنية
- موقع وزارة الخارجية الماليزية